# Kides flygplats
Kides flygplats (finska: Kiteen lentokenttä, IATA: KTQ, ICAO: EFIT) är en flygplats i Finland.   Den ligger i den ekonomiska regionen  Mellersta Karelens ekonomiska region  och landskapet Norra Karelen, i den sydöstra delen av landet, 300 km nordost om huvudstaden Helsingfors. Kides flygplats ligger 112 meter över havet.
Terrängen runt Kides flygplats är platt. Runt Kitee Airport är det glesbefolkat, med 10 invånare per kvadratkilometer. Närmaste större samhälle är Kides, 8,3 km sydost om Kides flygplats. I omgivningarna runt Kides flygplats växer i huvudsak blandskog.